# Tierra Caliente
La Tierra Caliente (français : Terre chaude) est une région mexicaine s'étendant sur les États de Guerrero, de Mexico et de Michoacán.

## Géographie
La Tierra Caliente est une région géographique d'environ 34 200 km2, soit une superficie quelque peu supérieure à celle de la Belgique.  Elle s'étend sur une trentaine de municipalités des États mexicains de Guerrero, de Mexico et de Michoacán. Elle est caractérisée par des températures élevées et de faibles précipitations, mais aussi par la présence de nombreux fleuves et lacs. La région est fertile.
La partie michoacane de la Tierra Caliente est bordée au sud par la Sierra Madre del Sur et au nord par la zone « aguacatera » (de culture de l'avocat).

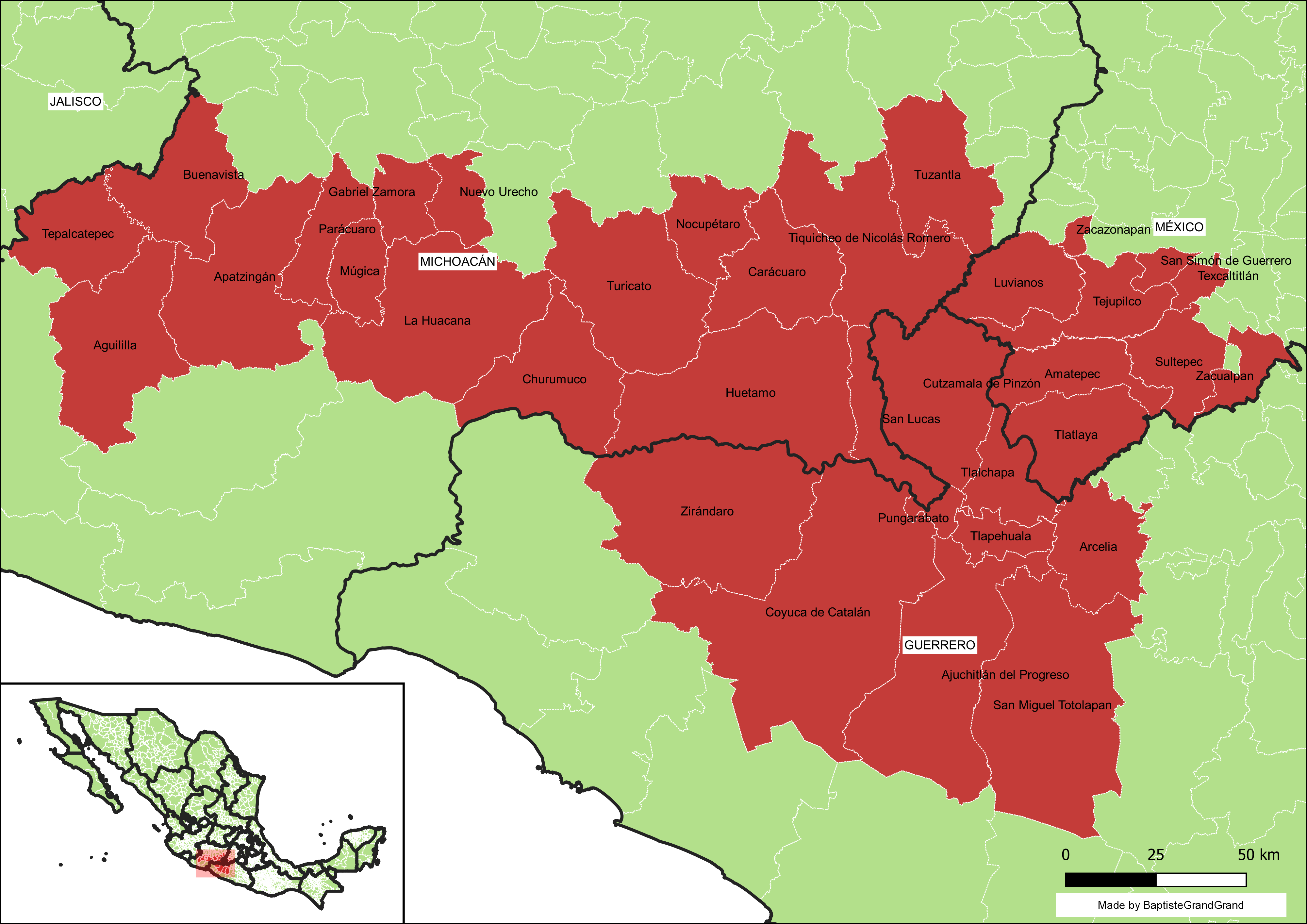
La Tierra Caliente

### Climat
| Mois                              | jan. | fév. | mars | avril | mai | juin | jui. | août | sep. | oct. | nov. | déc. |
| --------------------------------- | ---- | ---- | ---- | ----- | --- | ---- | ---- | ---- | ---- | ---- | ---- | ---- |
| Température minimale moyenne (°C) | 18   | 19   | 20   | 22    | 23  | 24   | 23   | 23   | 23   | 22   | 20   | 18   |
| Température maximale moyenne (°C) | 32   | 33   | 35   | 37    | 38  | 35   | 32   | 31   | 31   | 31   | 32   | 31   |
| Précipitations (mm)               | 2    | 4    | 1    | 1     | 11  | 85   | 75   | 77   | 89   | 34   | 6    | 2    |

| Diagramme climatique                                  |       |       |       |        |        |        |        |        |        |       |       |
| J                                                     | F     | M     | A     | M      | J      | J      | A      | S      | O      | N     | D     |
| 32182                                                 | 33194 | 35201 | 37221 | 382311 | 352485 | 322375 | 312377 | 312389 | 312234 | 32206 | 31182 |
| Moyennes : • Temp. maxi et mini °C • Précipitation mm |       |       |       |        |        |        |        |        |        |       |       |

### Municipalité

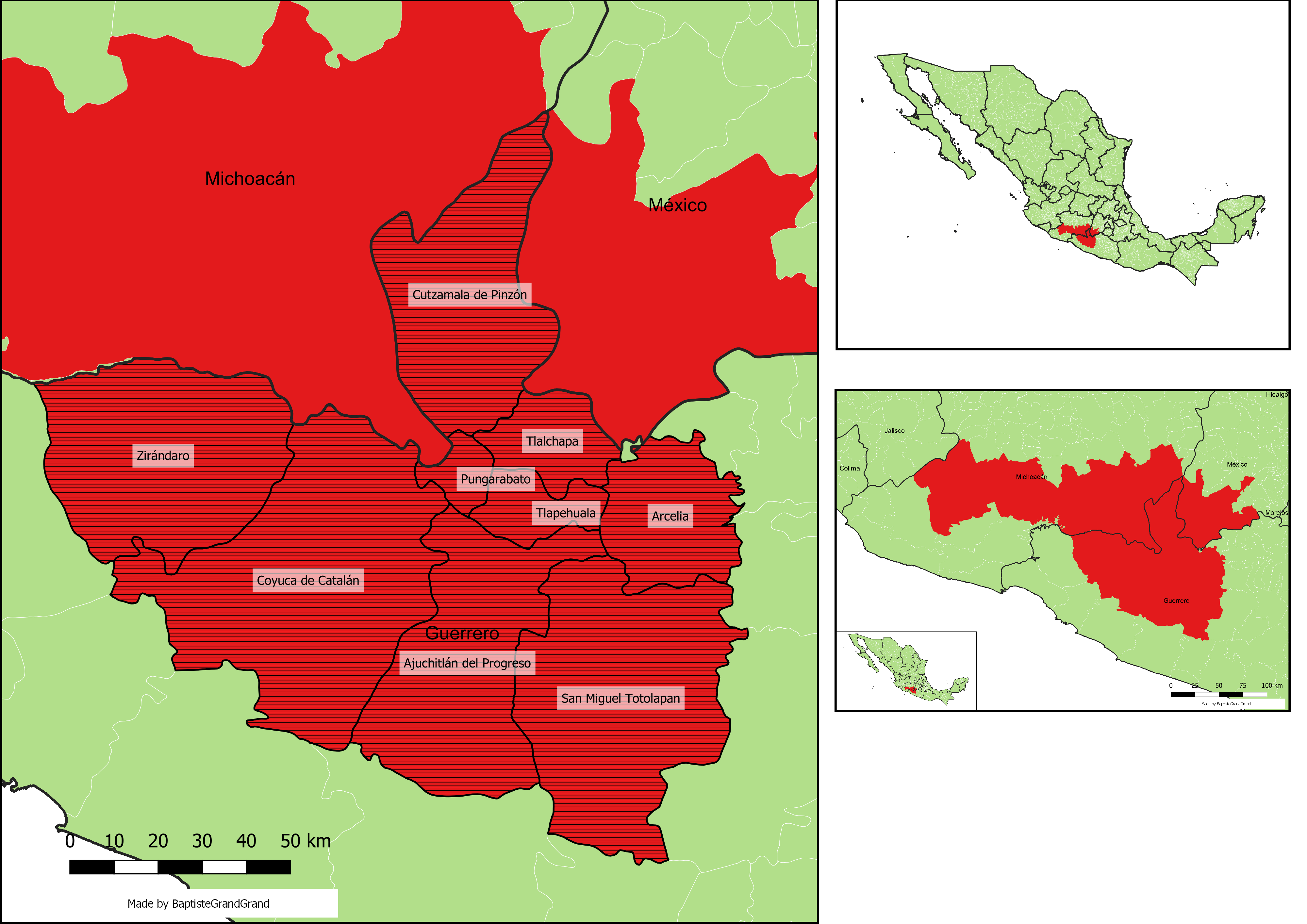
Municipalités de Guerrero localisées dans la Tierra Caliente.

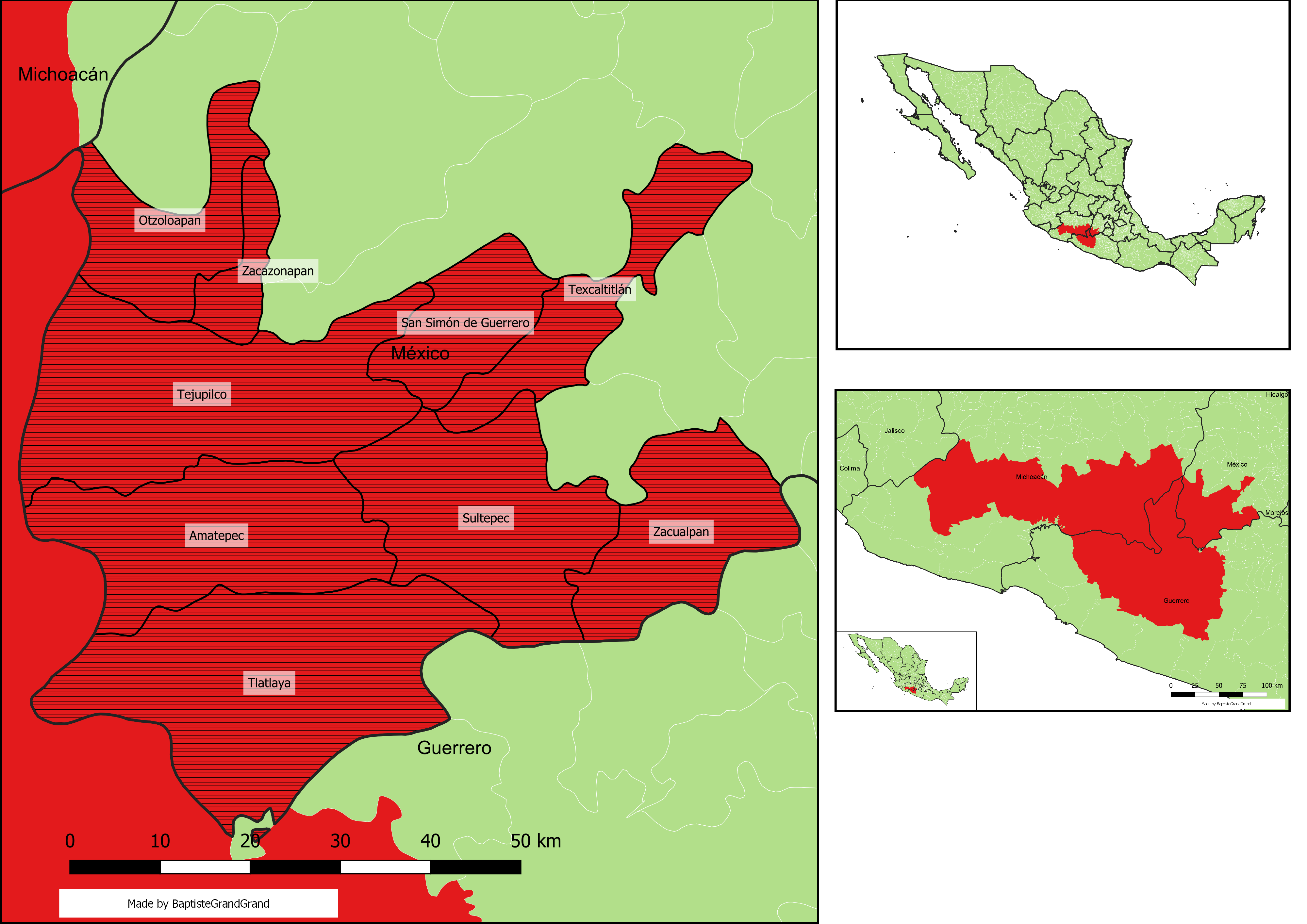
Municipalités de l’État de Mexico localisées dans la Tierra Caliente.

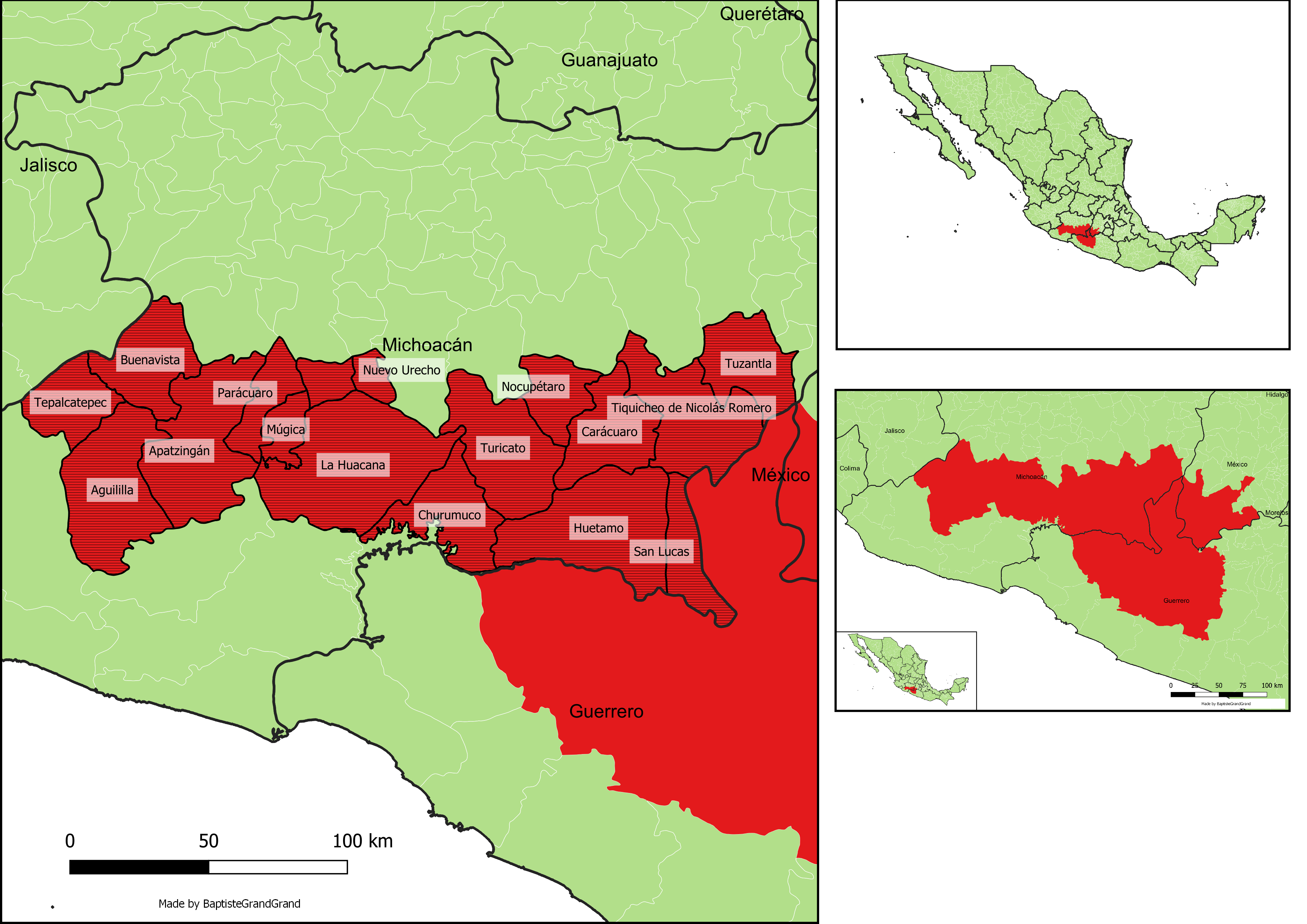
Municipalités du Michoacán localisées dans la Tierra Caliente.

État de Guerrero :
- Ajuchitlán del Progreso
- Arcelia
- Coyuca de Catalán
- Cutzamala de Pinzón
- Pungarabato
- San Miguel Totolapan
- Tlalchapa
- Tlapehuala
- Zirándaro

État de Mexico :
- Amatepec
- Luvianos
- San Martín Otzoloapan
- San Simón de Guerrero
- Santiago Texcaltitlan
- Sultepec
- Tejupilco de Hidalgo
- Texcaltitlán
- Tlatlaya
- Zacazonapan

État de Michoacán :
- Aguililla
- Apatzingán
- Carácuaro
- Churumuco de Morelos
- Huetamo de Nuñez
- Madero
- Nocupétaro
- San Lucas
- Susupuato de Guerrero
- Tacámbaro de Collados
- Tepalcatepec
- Tingambato
- Tiquicheo
- Turicato
- Tuzantla
- Tzitzio

## Économie
La partie michoacane de la Tierra Caliente rassemble des activités majoritairement agricoles : culture du maïs, du sésame, d'haricots, du sorgho, du citron, de la pastèque, du melon et de la mangue.

## Violence
- Tierra Caliente
- Hachuré : Apatzingán

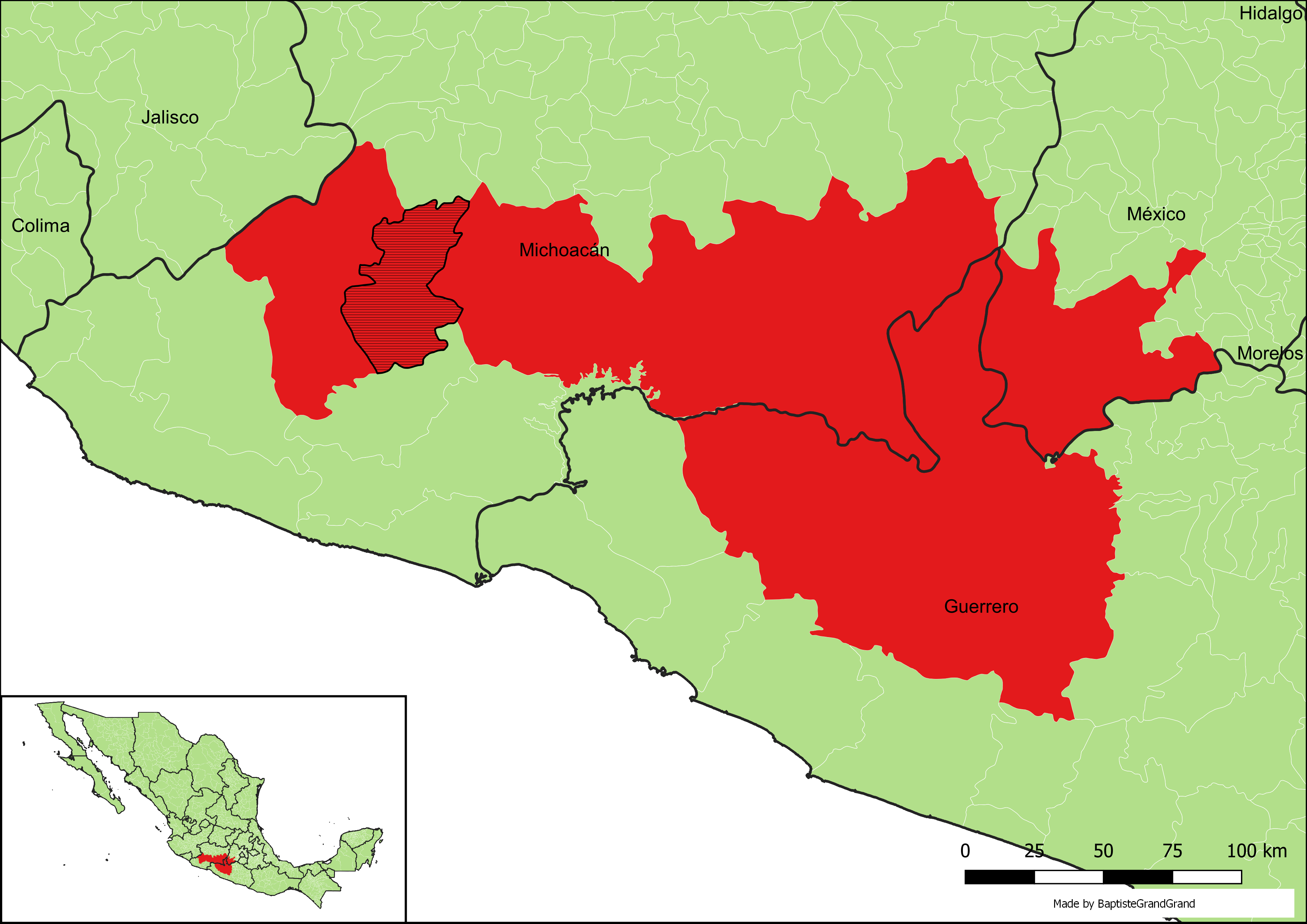
Tierra Caliente

L'importante présence du crime organisé dans la Tierra Caliente engendre de la violence. En 2013, le député du PRI Marco Polo Aguirre déclare que la situation d'urgence sécuritaire du Michoacán est localisée à cinq municipalités : Buenavista Tomatlán, Aquila, Apatzigán, Tepalcatepec et Tepeque. L'intérêt du crime organisé pour Apatzingán tient historiquement à sa topographie, car c'est l'une des portes d'entrée de la Tierra Caliente. Ainsi, Apatzingán est depuis environ 40 ans une zone de production et de transport de drogues,,.
La Tierra Caliente est aussi une région où est cultivée le pavot.
En 2003, le Cartel du Golfe envoie les membres de Los Zetas dans le Michoacán afin de déloger les groupes criminels présents, dont le Cartel des Valencia, allié au Cartel de Sinaloa. La Tierra Caliente devient une région d'affrontements. Quand le Cartel des Valencia déclina, il fut supplanté par La Familia Michoacana, qui elle-même sera à l'origine du Cartel des chevaliers templiers.
Les années suivantes, notamment à partir de 2014, voient l'émergence de nouveaux groupes actifs dans la Tierra Caliente, comme Los Viagras, les Cartels Unis et le Cartel de Jalisco Nouvelle Génération. L’influence des cartels atteints de tels niveaux que certains observateurs qualifient alors la Tierra Caliente de « narco-État »,,,.

## Personnalités liées à la Tierra Caliente

### Naissances
- Amalia Mendoza (1923-2001). Née à Huetamo de Nuñez, Michoacán. Chanteuse et actrice.
- Antonio García Conejo (1971). Né à Carácuaro, Michoacán. Homme politique.
- Carlos Aguiar (1938). Né à Cutzamala de Pinzón, Guerrero. Volleyeur.
- Fanny Cano (1944-1983). Née à Huetamo de Nuñez, Michoacán. Actrice.
- Ismael Valadéz (1985). Né à Tejupilco, Mexico. Footballeur.
- Jesús Castillo (1988). Né à Huetamo de Nuñez, Michoacán. Footballeur.
- Jesús Reyna García (1952). Né à Huetamo de Nuñez, Michoacán. Homme politique.
- Juan Gabriel (1950-2016). Né à Parácuaro, Michoacán. Chanteur.
- Leo Santa Cruz (1988). Né à Huetamo de Nuñez, Michoacán. Boxeur.
- Martínez Bermúdez (1958). Né à Turicato, Michoacán. Athlète.
- Netzahualcóyotl de la Vega (1931-2004). Né à Coyuca de Catalán, Guerrero. Homme politique.
- Nemesio « El Mencho » Oseguera Cervantes (1966). Né à Aguililla, Michoacán. Narcotrafiquant.
- Orbelín Pineda (1996). Né à Coyuca de Catalán, Guerrero. Footballeur.
- Rosalinda « La Jefa » González Valencia (1963). Née à Aguililla, Michoacán. Narcotrafiquante, épouse d'El Mencho.
- Othoniel Arce (1989). Né à Tejupilco, Mexico. Footballeur.
- Victoriano Agüeros (1854-1911). Né à Tlalchapa, Guerrero. Avocat et journaliste.
- Yadira Lira Navarro (1973). Née à Arcelia, Guerrero. Karatéka.
- Zacarías Salmerón (1918-2011). Né à Tlapehuala, Guerrero. Musicien.